# Сенте
Сенте (яп. 先手 — початкова рука, тобто право ходу) — хід без втрати темпу у ґо, тобто хід, на який суперник має відповісти. Сенте є одним з фундаментальних понять гри.
Сенте-ходи здебільшого зустрічаються в середині партії (чубан) і при закінченні партії (йосе). Ходи на початку партії (фусекі) зазвичай не вимагають відповіді від суперника через відсутність слабких груп.

## Значення
- мати сенте — гравець має сенте якщо зараз його хід (зазвичай, коли йому не треба відповідати на хід суперника).

- сенте-хід — хід, на який суперник обов'язково має відповісти щоб уникнути значних втрат.

- сенте позиція — позиція, у якій хід для одного гравця буде сенте, а для іншого — готе. Також називається сенте-готе позицією.